# Jakob Stark (Kameramann)
Jakob Stark (* 1982) ist ein deutscher Kameramann.

## Werdegang
Jakob Stark studierte Kamera in Italien und schloss mit Auszeichnung und zwei Diplomfilmen ab. Zu seinen Lehrern gehörte Sophie Maintigneux. Für seinen vielfach international ausgezeichneten Abschlussfilm Guanape Sur, u. a. Gewinner auf dem IFF San Sebastian, erhielt Stark eine Golden Frog Nominierung beim Camerimage. Mit dem Kinodokumentarfilm Dal Profondo debütierte Jakob Stark, welcher auf dem IFF Rome preisgekrönt und u. a. zu den Filmfestivals Torino, IDFA und Visions du Réel eingeladen wurde sowie eine David Di Donatello Arward Nominierung erhielt. Wenige Jahre nach der nuklearen Katastrophe von Fukushima, drehte Stark in der no-go zone den Kinofilm Half-Life in Fukushima/Demi-Vie a Fukushima auf S16mm. Der Film hatte Vorführungen u. a. auf den Filmfestivals Visions du Réel, Hotdocs und SFIFF. Auf der Berlinale premierten die drei Kinofilme Dream Boat (Arri Amira Kamerapreis Nominierung), Kids in the Spotlight und Überall wo wir sind (gewann in seiner Sektion), bei welchen Stark die Bilder mitverantwortete. Seine Kameraarbeit von Riafn, Gewinner beim Filmfestival Oberhausen, wurde beim Oscar qualifying Rhode Island Filmfestival ausgezeichnet. Im Winter 2019/2020 begleitete Stark als Kameramann an Bord des deutschen Eisbrechers Polarstern für drei Monate die MOSAiC-Expedition. Die Prime Time Filme Expedition Arktis (Grimme-Preis Nominierung) und A Year in the Arctic Ice (British Documentary Award Grierson 2022, Jackson Wild Award – Finalist 2022) entstanden dabei. Bei der gesamten sechsteiligen Serie Art Crimes (52min/90min) übernahm Stark die Verantwortung für die Bildgestaltung. Auf dem Filmfestival Tribeca wurde die Serie Full Bleed zu Daniel Libeskind’s Bauwerken ausgezeichnet, bei welcher Stark den Berlin Part drehte.
Jakob Stark arbeitet im fiktionalen wie dokumentarischen Genre oder kombiniert diese. Auch Video Art, Werbung und Musikvideos gehören zu seinem Portfolio. Im Alter von 18 Jahren drehte er den 90-minütigen TV-Spielfilm Vier Könige, drei Regeln, welcher auf den Internationalen Hofer Filmtagen seine Premiere hatte. Der Kurzfilm Era Ieri war der Eröffnungsfilm der Venice International Film Critics’ Week in Venedig. Auf dem Filmfestival Palm Springs hatte der Kurzfilm The Hedgehog's Dilemma Uraufführung. Für den Rapper UFO361 (Ryu) Daniel Lee, Favorite Artist und den Techno DJ Kobosil/Label44 (Full of Fire) entstanden Musikvideos. Als lichtsetzender Kameramann setzt er Werbefilme wie u. a. für Mercedes und Adobe um. Unter dem Label Fire On Air produziert und dreht Stark Kunstfilme.
Stark arbeitete mit den Kunstschaffenden und Regisseuren Christin Berg, Patrick Daughters, Philipp Grieß, Max von Gumpenberg, Hannes Lang, Mark Olexa, Valentina Pedicini, Andreas Pichler und Stefano Strocchi.
Stark war 2019 zusammen mit Andreas Dresen und Jan Soldat in der Jury des Filmfestival im Stadthafen.
Er ist Deutscher Kamerapreisträger.

## Filmografie
- 2003: Vier Koenige, Drei Regeln[36]
- 2009: 13, 14, 15[37]
- 2010: Gunape Sur
- 2012: The Lithium Revolution[38]
- 2013: Dal Profondo
- 2013: Im Bann der Jahreszeiten[39]
- 2014: What is Left(?)[40]
- 2015: Jüdisches Leben – #Kunstjagd[41]
- 2016: Half-life in Fukushima
- 2016: It was Yesterday
- 2016: Von Männern und Vätern[42]
- 2017: Dream Boat[43]
- 2017: Das System Milch[44]
- 2017: The War on my Phone[45]
- 2018: The Art of Museum[46]
- 2018: Dancing with le Pen[47]
- 2018: Überall wo wir sind[48]
- 2019: The Hedgehog’s Dilemma[49]
- 2019: Lampenfieber/Kids in the Spotlight[50]
- 2019: Riafn
- 2020: From Now On Silence[51]
- 2020: Expedition Arktis
- 2021: A Year in the Arctic Ice[52]
- 2022: Beyond the Now[53]
- 2022: Fire Walks with Me[54]
- 2022: Art Crimes[55]
- 2023: Full Bleed – Adobe[56]